# Jalapa (departamento)
Jalapa é um dos 22 departamentos da Guatemala, país da América Central, sua capital é a cidade de Jalapa.

## Municípios
1. Jalapa
2. Mataquescuintla
3. Monjas
4. San Carlos Alzatate
5. San Luis Jilotepeque
6. San Manuel Chaparrón
7. San Pedro Pinula